# Dollar Down
Dollar Down er en amerikansk stumfilm fra 1925 instrueret af Tod Browning.

## Medvirkende
- Ruth Roland som Ruth Craig
- Henry B. Walthall som Alec Craig
- Mayme Kelso som Mrs. Craig
- Earl Schenck som Elliot
- Claire McDowell
- Roscoe Karns som Gene Meadows
- Jane Mercer som Betty Meadows
- Lloyd Whitlock som Howard Steele